# Carl Wilhelm Neumann
Carl Wilhelm Neumann (* 19. Januar 1871 in Malchin; † 1939) war ein deutscher Naturwissenschaftler, Redakteur und Schriftsteller.

## Leben
Carl W. Neumann wurde am 19. Januar 1871 in Malchin geboren. Er arbeitete als Redakteur bei Reclams Universum und war beteiligt an der Übersetzung und Veröffentlichung von Büchern über geschichtliche, biologische und kulturelle Themen. Außerdem schrieb er selbst eigene Werke über biologische, geschichtliche und kulturelle Themen. Zu den wichtigsten seiner Werke zählen Das Buch vom deutschen Wald, Das Werden des Menschen und seiner Kultur und eine neu überarbeitete Version von Brehms Tierleben (siehe auch: Liste der Ausgaben von Brehms Tierleben 1863–1963), die 1924 in sechs Bänden veröffentlicht wurde.

## Werke (Auswahl)
- Das Buch vom Deutschen Wald, 1935, Georg Dollheimer Leipzig
- Das Werden des Menschen und seiner Kultur, 1932, Georg Dollheimer Leipzig
- Heimaterleben – Von tausend Wundern, 1939, Georg Dollheimer Leipzig
- Ein Tagfalter: der Kohlweissling. Brehm Verlag, 1930, Berlin
- Brehms Leben. Hamburg : Severus-Verl., 2011, Nachdruck der Original-Ausgabe von 1929
- Ernst Haeckel. Der Mann und sein Werk: 1905, Gose & Teztlaff Verlag
- Wie der Mensch zu seinen fünf Fingern kam, 1910, Reclams Universum Verlag